# Portillo (Hiszpania)
Portillo – gmina w Hiszpanii, w prowincji Valladolid, w Kastylii i León, o powierzchni 64,42 km². W 2011 roku gmina liczyła 2534 mieszkańców.